# Bracke (Hund)

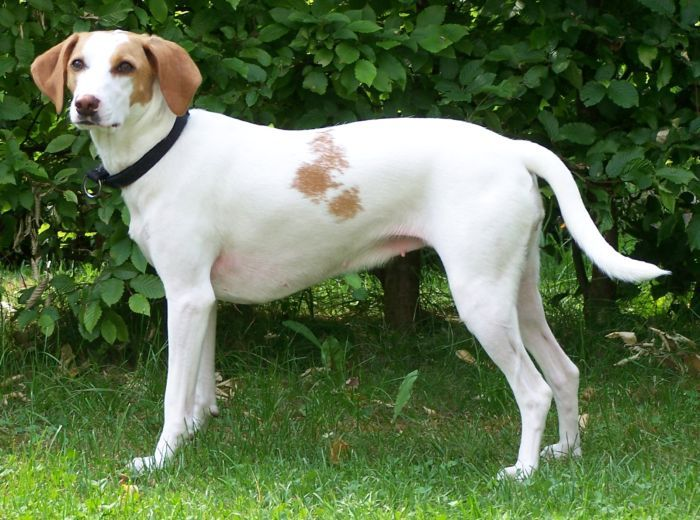
Kurzhaarige Istrische Bracke

Der Begriff „Bracke“ (ahd. „braccho“) leitet sich von „Bär“ ab und bezeichnete ursprünglich das Junge von Löwen, Bären, Wölfen, Füchsen und Hunden, ähnlich wie der Begriff „Welpe“ (Wölfchen). Im Mittelalter (mittelhochdeutsch „bracke“) bezeichnete man damit einen jungen Hund, insbesondere einen Spiel-, Schoß-, Jagd- und Spürhund. Verwandte Wörter sind engl. bratchet, ital. bracco, franz. braquet und brachet.
Mittlerweile wird mit Bracke ein spezieller Typ von Jagdhunden bezeichnet. In Georg Ludwig Hartigs Lehrbuch für Jäger und die es werden wollen (1812) heißt es zu diesem Hund:

„Seine Bestimmung ist das Wild jeder Art durch fleißiges Suchen im Walde oder Felde ausfindig zu machen, und es so lange laut zu verfolgen, bis es dem Jäger zu Schuß gebracht oder sonst gefangen ist.“

Zu den dort aufgezählten geforderten Eigenschaften der Bracken gehören neben Führigkeit und Gehorsam die gute Suche und das Bellen (nur) auf der Spur („Spurlaut“).

## Eigenschaften
Bracken sind den Laufhunden, die vorwiegend zur Hohen Jagd verwendet werden, ähnlich, sind jedoch meist kleiner. Die FCI führt die Bracken in der Sektion der Laufhunde in Gruppe 6. Bracken werden vorwiegend für die Jagd auf Niederwild, insbesondere Hasen und Füchse eingesetzt. Sie fanden jedoch ebenso Verwendung bei der Hohen Jagd. Während der Begriff Jagdhund im weiteren Sinn für alle Jagdgebrauchshunde verwendet wird, gibt es einen Gebrauch im engeren Sinn als Synonym für Bracke. Als Vorfahre der Bracken wird die Keltenbracke postuliert.
Bei der entsprechenden Jagdform, der Brackierjagd, werden Hunde eingesetzt, um das Wild zu finden und dem Jäger zuzutreiben.

## Systematik
Unter der Bezeichnung Bracke werden von der FCI in der Gruppe 6 die folgenden Hunderassen geführt:
- Gruppe 6, Sektion 1 (Laufhunde)
  - Beagle[4]
  - Brandlbracke
  - Deutsche Bracke (Olper Bracke)
  - Drever (Schwedische Dachsbracke)
  - Finnenbracke
  - Estnische Bracke
  - Kurzhaarige Istrianer Bracke
  - Polnische Bracke
  - Posavski Gonič (Posavatz Laufhund)
  - Rauhhaarige Istrianer Bracke
  - Schweizerischer Niederlaufhund
  - Serbischer Laufhund (Balkanbracke)
  - Slowakische Schwarzwildbracke (Kopov)
  - Steinbracke (Sauerländer Bracke) (†)
  - Steirische Rauhhaarbracke
  - Stichelhaariger Bosnischer Laufhund – Barak
  - Tiroler Bracke
  - Ungarische Bracke (Copoi Ardelenesc bzw. Transsylvanischer Laufhund)
  - Westfälische Dachsbracke

- Gruppe 6, Sektion 2 (Schweißhunde)
  - Alpenländische Dachsbracke
  - Bayerischer Gebirgsschweißhund
  - Hannoverscher Schweißhund

Die FCI-Gruppe 6 umfasst die Laufhunde, Schweißhunde und verwandte Rassen (siehe Hunderassen in der Systematik der FCI).
In Gruppe 7 gibt es Hunde vom Typ Braque. Sie sind kurzhaarige Vorstehhunde, verharren also lautlos am Wild und verfolgen es nicht laut wie die Bracken.
- Gruppe 7, Sektion 1.1: Kontinentale Vorstehhunde, Typ Braque
  - Braque Belge (†)
  - Braque Dupuy (†)
  - Braque d’Auvergne
  - Braque Français
  - Braque Saint-Germain
  - Braque du Bourbonnais